# Star Trek: Nemesis
Star Trek: Nemesis (conocida en España como Star Trek: Némesis y en Hispanoamérica como Viaje a las estrellas: Némesis) es una película estadounidense de ciencia ficción de 2002 del universo ficticio de Star Trek creado por Gene Roddenberry. Es la décima película de la franquicia, y es la cuarta y última de los actores de Star Trek: The Next Generation. El eslogan para promover la película fue El viaje final de una generación comienza. La película fue dirigida por Stuart Baird, con guion de John Logan, y música compuesta por Jerry Goldsmith. 
La fotografía principal de la película se llevó a cabo de noviembre de 2001 a marzo de 2002. Nemesis celebró su estreno mundial en el Grauman's Chinese Theatre de Los Ángeles el 9 de diciembre de 2002. La película fue estrenada en Norteamérica el 13 de diciembre de 2002 por Paramount Pictures y recibió críticas generalmente negativas, y las publicaciones lo consideran el peor de la franquicia. La película fue un fracaso de taquilla, recaudando 67 millones de dólares en todo el mundo con un presupuesto de 60 millones de dólares. Los planes para una película final con el elenco de The Next Generation fueron descartados y la serie de películas se reinició con Star Trek en 2009, que fue un éxito de taquilla. La serie de televisión Star Trek: Picard, continuación de The Next Generation y Nemesis ambientada dos décadas después de esta última a finales del siglo XXIV, se estrenó en 2020

## Argumento
Trata sobre la antítesis de Jean-Luc Picard, los miembros del Tal´Shiar o la rama secreta de la policía romulana, la cual obtienen ADN del Capitán Picard y fabrican un clon, llamado Shinzon, con la finalidad de introducirlo en la Federación en el futuro y lograr tener un espía de alto nivel en las filas de la organización de la Federación. Pero por un cambio de gobierno y las políticas de paz, ese plan queda abandonado y el nuevo gobierno envía al clon a las minas de dilitio de Remo, el planeta hermano de Rómulo, la capital del Imperio Romulano. Los remanos son tratados como esclavos y es considerada una casta inferior dentro del Imperio. 
Shinzon con el tiempo organiza a los Remanos para conformar un ejército y en secreto crea la Scimitar, una nueva nave de guerra acorazado de batalla muy superior a cualquier otra nave de los Romulanos. Con el tiempo es reconocido como gran estratega militar, tiene más poder y logra ganar la confianza de la congregación, dirigiendo varios encuentros violentos durante la guerra contra el Dominio, siendo siempre victorioso.
Shinzon organiza un golpe de Estado, y se erige nuevo Pretor del Imperio Romulano apoyado por las fuerzas armadas. Pese a ser un humano (clon de un capitán de la Federación) logra un completo dominio del imperio, gracias a las fuerzas Remanas y su imbatible nave de combate, pero existe mucha desconfianza sobre él y conspiran contra su gobierno.
La curiosidad de Shinzon le hace querer conocer a su “otra mitad”, aquel que es “su hermano”, por lo cual orquesta acciones y propuestas de paz que promueven en la Federación a enviar la Enterprise nave al mando de su “otro yo” a un encuentro diplomático, sin conocer que él es su clon.
Shinzon es más joven, consciente de que es una réplica de Picard y su más grande deseo es pasar a la historia mucho más vistosamente que el original. Ambos seres poseen la misma personalidad, los impulsos, arrogancia e ingenio. Lo cual hace que desde un inicio se dé una lucha (primero intelectual y después armada) entre ambos seres.
La diferencia entre ambos, eje fundamental del argumento y la narrativa, es el que las experiencias en sus vidas, han hecho único a cada cual, ello se ve reflejado en segundo plano con la relación que se da entre Data y B4, rescatado y metido en la nave Enterprise como un espía, para obtener información y sabotear la seguridad, estos androides hechos por el mismo creador, pero con distintas capacidades; tanto Picard como Data poseyeron experiencias sobre la Enterprise que los convirtieron en quienes son: “Héroes”, mientras que Shinzon y B4 por su entorno se han convertido en seres extremadamente peligrosos.
La trama transcurre en el viaje final de la tripulación en la nave espacial Enterprise tras tantos años juntos, donde luego cada uno tomará distinto rumbo profesional. El primer oficial y mano derecha de Picard finalmente acepta una promoción a Capitán de su propia nave y su esposa lo acompañará. La Doctora Crusher también partirá en su propia nave médica y ello trae profundos cambios en los años finales de Picard como Capitán.
La curiosidad de Shinzon por las relaciones humanas lo llevan a incursionar entre las emociones de los tripulantes de la Enterprise violando mentalmente a la consejera de la nave de la federación y poniendo en alerta a Picard sobre las intenciones reales de su clon.
Shinzon planea matar todo ser vivo en la Tierra, mundo sede de la única fuerza militar capaz de contener a la armada imperial romulana. Él quiere pasar a la historia como “quien aniquiló al enemigo y expandió el imperio como nadie más ha podido”; dicho plan es grotesco ante los ojos de la milicia romulana quien también intenta destronarlo.
El momento culminante de la película se da en un encuentro violento entre Picard y Shinzon; sus batallas han dejado sus naves casi inservibles flotando en el espacio. En un arranque de furia Shinzon piensa disparar el arma principal de la Scimitar para inundar la Enterprise con radiación Thalaron, extremadamente letal para cualquier ser orgánico.
Picard ve morir a Shinzon lentamente y el golpe emocional es tan intenso que lo abruma, puesto que al ser un clon suyo, eso convierte a Shinzon en su hermano, su hijo o su otro yo. Picard ve la muerte de Shinzon como una pérdida familiar, puesto que para un él, la familia es primero, y la situación le duele intensamente.
Por el impacto de ver la muerte de “su hermano” Picard es incapaz de concluir la secuencia destructiva de la Scimitar, por lo cual Data (androide de la Enterprise quien ha conseguido finalmente crearse una conciencia humana) transporta a Picard a su nave, mientras el androide se sacrifica para hacer sobrevivir a sus amigos; hace explotar la Scimitar sin que la radiación peligrosa de su interior  toque la nave en la que están sus colegas de tantos años.
La cinta concluye con una visión optimista hacia el futuro, en que toda pérdida conlleva a la adquisición de algo más, ya sea amistad, familia u otra cosa. La acción se sitúa hacia el año 2379 (fecha estelar: 56844.9).

## Intérpretes
| Personaje                           | Intérpretes     | Doblaje España        | Doblaje Hispanoamérica |
| ----------------------------------- | --------------- | --------------------- | ---------------------- |
| Capitán Jean Luc Picard             | Patrick Stewart | Ernesto Aura          | Rubén Moya             |
| Comandante/Capitán William Riker    | Jonathan Frakes | Manolo García         | Bardo Miranda          |
| Teniente Comandante Data/B4         | Brent Spiner    | Ricky Coello          | Luis Alfonso Padilla   |
| Teniente Comandante Geordi La Forge | LeVar Burton    | Luis Posada           | Ruben León             |
| Teniente Comandante Worf            | Michael Dorn    | Miguel Ángel Jenner   | Sebastián Llapur       |
| Dra. Beverly Crusher                | Gates McFadden  | María Luisa Solá      | ¿?                     |
| Consejera Deanna Troi               | Marina Sirtis   | M. Carmen Alarcón     | Ana Patricia Hannidez  |
| Virrey                              | Ron Perlman     | (Desconocido)         | ¿?                     |
| Comandante Donatra                  | Dina Meyer      | Alba Sola             | ¿?                     |
| Pretor Shinzon                      | Tom Hardy       | Rafael Calvo          | Sebastián Rosas        |
| Guinan                              | Whoopi Goldberg | María Dolores Gispert | ¿?                     |
| Senadora Tal'aura                   | Shannon Cochran | María del Mar Tamarit | ¿?                     |
| Almirante Kathryn Janeway           | Kate Mulgrew    | Rosa Guiñón           | ¿?                     |
| Pretor Hiren                        | Alan Dale       | Gonzalo Durán         | Jorge Santos           |

## Recepción
La película se estrenó el 13 de diciembre de 2002, en competencia directa con Harry Potter y la cámara secreta y la película número 20 de James Bond, Die Another Day y El Señor de los Anillos: Las Dos Torres.
La recaudación del film en Estados Unidos fue la menor de la saga hasta el momento, $43,25 millones de dólares, y en su semana de estreno alcanzó el segundo lugar, siendo el primer film de Star Trek que no alcanzó el primer puesto en su lanzamiento. A nivel mundial la recaudación alcanzó los $67,37 millones de dólares, muy pobre teniendo en cuenta que el presupuesto de la película ascendió a $60 millones.  De esa manera la producción cinematográfica se convirtió en la cinta de la serie que recaudó menos dinero, probablemente por la competencia que había en ese momento con las otras tres películas ya mencionadas.

## DVD
El 20 de mayo de 2003, Nemesis fue lanzado en DVD en formato widescreen y fullscreen para Región 1. Contaba con comentarios en audio del director Stuart Baird, cuatro documentales de la película, siete escenas eliminadas, y galería de fotos.
El lanzamiento inicial fue seguido por La Edición Especial de Colección en Región 1 la cual contenía 2 DVD, saliendo a la venta el 4 de octubre de 2005. El primero de los DVD contiene la película presentada en versión Widescreen, sonido Dolby Digital 5.1 y DTS, junto con comentarios del director Stuart Baird, del productor Rick Berman y de Michael y Denise Okuda. El segundo DVD contiene material extra como: Producción, El Universo de Star Trek, El Imperio Romulano, Escenas eliminadas, Archivos, y Tráileres.